# F (音名)
F或者fa是唱名的第四個音。

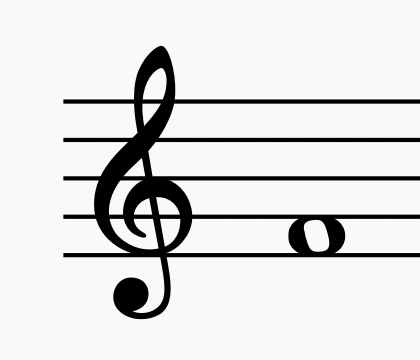
五线谱上的F

當計算十二平均律連同參考的A以上中音C是440 Hz，中音F(F4)的頻率大約是349.228 Hz。參見音高的相關討論。

## 十二律
F在十二律中对应仲吕。